# Dendrocerus pykarus
Dendrocerus pykarus är en stekelart som beskrevs av Sharma 1983. Dendrocerus pykarus ingår i släktet Dendrocerus och familjen trefåresteklar. Inga underarter finns listade i Catalogue of Life.